# Maria Zittrauer

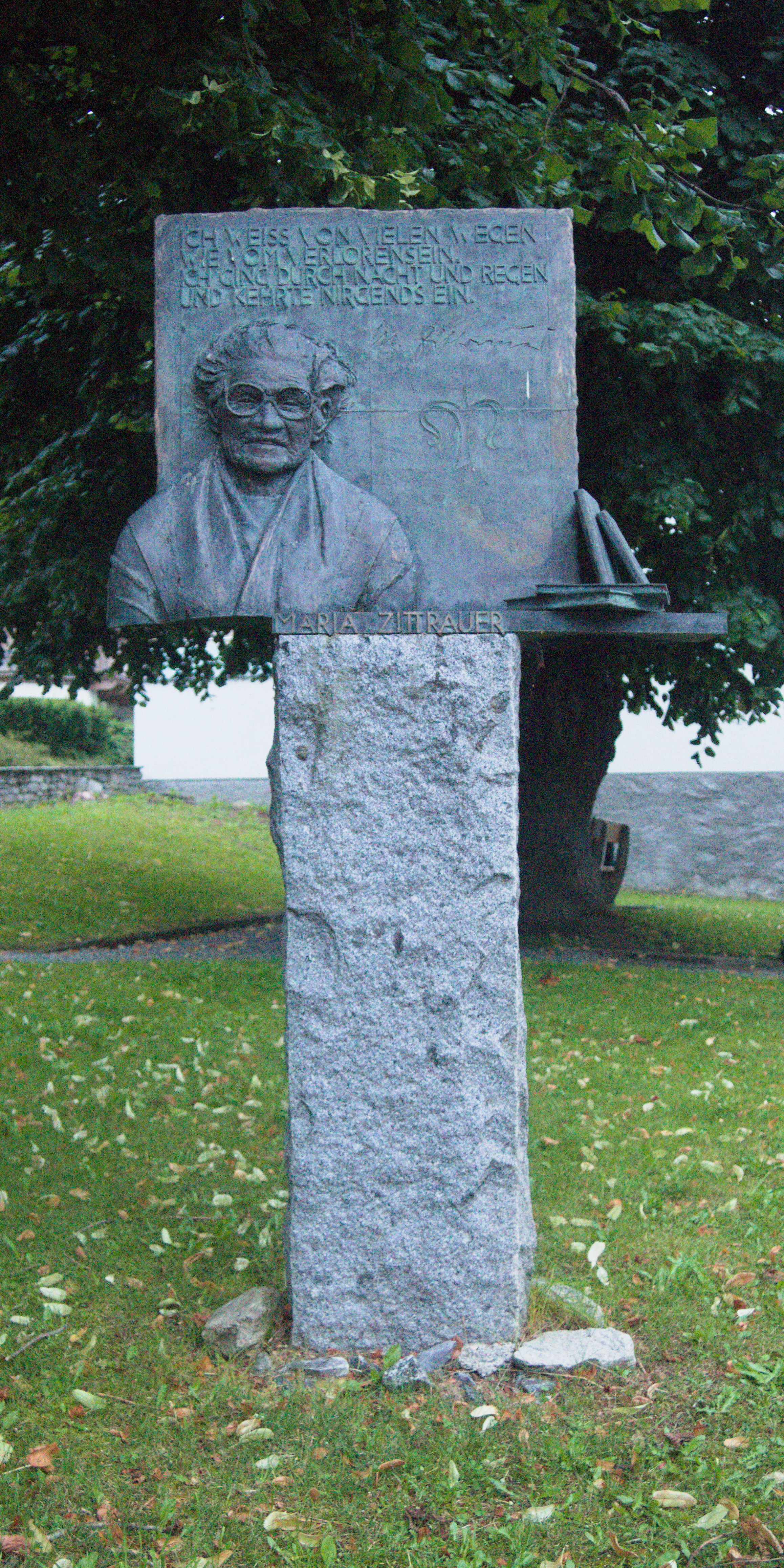
Denkmal für Maria Zittrauer in Badbruck

Maria Zittrauer (* 10. Jänner 1913 in Badbruck, Bad Gastein, Land Salzburg; † 6. Juli 1997 in Bad Gastein) war eine österreichische Schriftstellerin und Lyrikerin sowie erste Preisträgerin des Georg-Trakl-Preises für Lyrik.

## Leben
Maria Zittrauer besuchte das Internat des Klosters Nonnberg und führte daran anschließend zeitlebens als Gastronomin ein eigenes Café im Gasteinertal. Sie war Mitglied der Lyrikfreunde Salzburg und pflegte freundschaftliche Kontakte zu Karl Heinrich Waggerl und Thomas Bernhard.

Neben ihrem Brotberuf begann sie schon früh mit dem Verfassen von Beiträgen für Zeitschriften und Almanachen sowie eigener Gedichte, Romane und Erzählungen. 1952 erhielt die Schriftstellerin den erstmals vergebenen Georg-Trakl-Preis für Lyrik. 1954 veröffentlichte sie im Otto Müller Verlag ihren vielbeachteten Gedichtband Die Feuerlilie, den unter anderem Thomas Bernhard im Demokratischen Volksblatt rezensierte:
Nicht alle Gedichte können vollendet sein – sie wollen es nicht –, aber der Großteil der Verse ist stark, lebensvoll und echt. Man spürt den guten Geist in ihnen, den, trotz aller Bedrängnis, gegenwärtigen Willen zur Meisterung des Überantworteten und ein lauteres Wesen. Maria Zittrauer hat den Georg-Trakl-Preis verdient. Sie ist eine der wenigen, wirklich ernstzunehmenden jüngeren Dichterinnen der heutigen Zeit. Ihre im Nachwort aufgezeigte „kleine Welt“ ist in Wirklichkeit eine unendlich große, aber nur der wird sie jemals erfassen können, der den Mut und den Sinn hat, sie auch zu betreten.
Eine weitere Ehrung wurde ihr 1978 mit der Verleihung des Rauriser Lyrikpreises zuteil. 1992 brachte sie unter dem Namen Schlangenflöte eine stark erweiterte Neuauflage ihres 1977 verfassten Werkes Ich male mein Gedicht ans Tor der Gärten heraus. Kurz vor ihrem Ableben folgte im März 1997 mit dem Lyrikband Der Sehnsüchte Flug ihr letztes Werk.

## Werke (Auswahl)
- Die Feuerlilie. Gedichte. Salzburg: Otto Müller 1954.
- Ich male mein Gedicht ans Tor der Gärten. Gedichte. Salzburg: Anton Pustet 1977.
- Schlangenflöte. Gedichte. Salzburg: Anton Pustet 1992.
- Der Sehnsüchte Flug. Ausgewählte Gedichte. Mit einem Vorwort von Brita Steinwendtner. Wien: Ibera & Molden 1997.

## Maria-Zittrauer-Lyrik-Förderpreis
Anlässlich des 90. Geburtstages der Gasteiner Dichterin wurde im Jahr 2003 durch den Gasteiner Kulturkreis der Maria-Zittrauer-Lyrik-Förderpreis ins Leben gerufen. Die erste Ausschreibung erfolgte im Jahr 2004 mit dem Ziel, in Salzburg lebende oder in diesem Land geborene Dichter, deren lyrische Werke bisher nicht in Buchform gedruckt wurden zu fördern. Zuletzt wurde 2013 die Salzburger Schriftstellerin Elke Laznia mit dem Preis ausgezeichnet.

## Nachlass

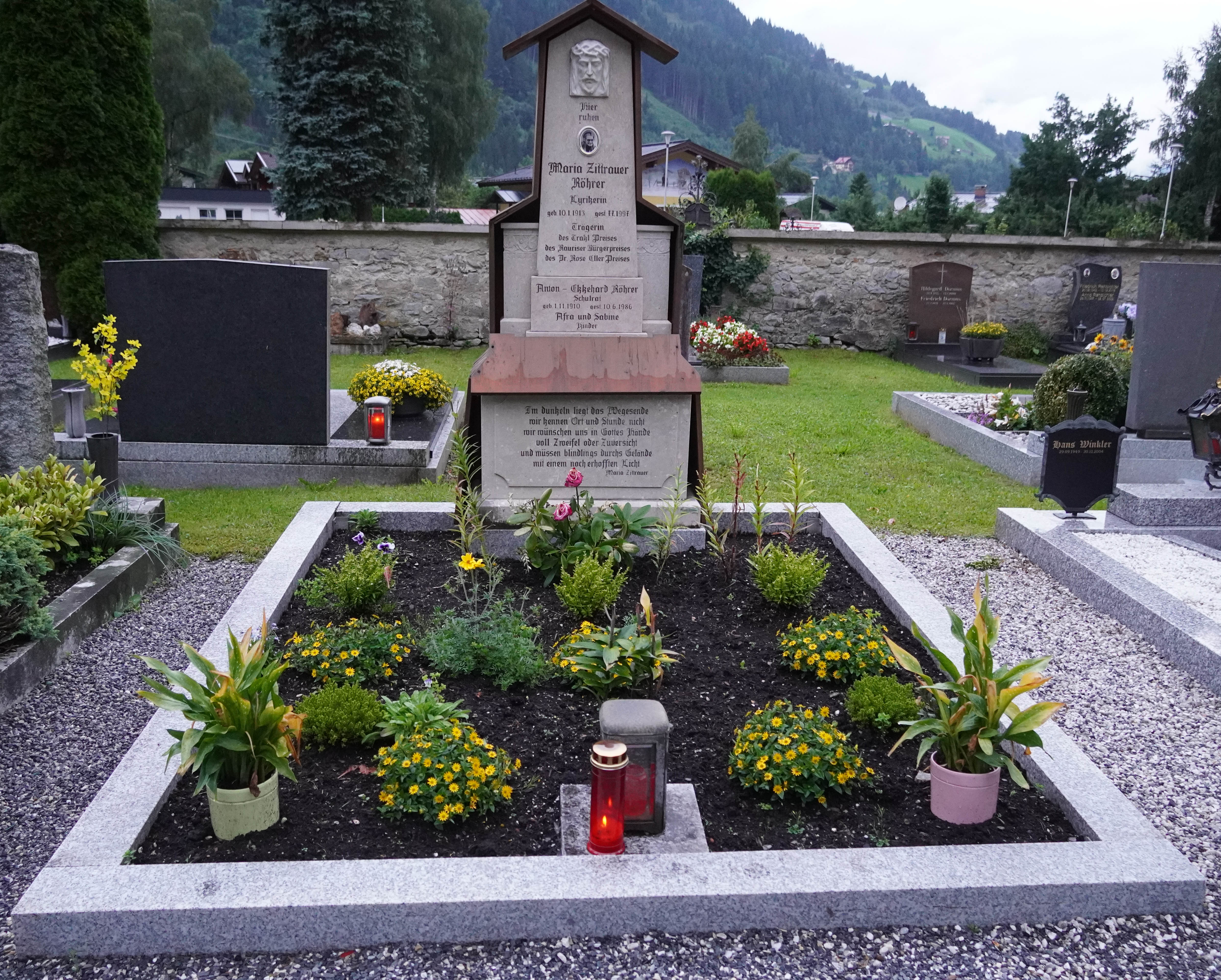
Grab von Maria Zittrauer auf dem Friedhof Bad Gastein

Der Nachlass von Maria Zittrauer befindet sich im Literaturarchiv Salzburg.